# Селихово (Знаменский район)
Селихово — село в Знаменском районе Орловской области России. 
Административный центр Селиховского сельского поселения в рамках организации местного самоуправления и центр Селиховского сельсовета в рамках административно-территориального устройства.

## География
Расположено в 8 км к юго-востоку от райцентра, села Знаменское, и в 34 км к северо-западу от центра города Орёл.

## Население
| 2002 | 2010 |
| ---- | ---- |
| 494  | ↘451 |

### Национальный  состав
Согласно результатам переписи 2002 года, в национальной структуре населения русские составляли 89 % от жителей.

## Известные уроженцы, жители
- Пантюхина, Мария Ивановна (1926—2008) — передовик советской пищевой промышленности, пекарь-мастер, Герой Социалистического Труда (1976).

## Инфраструктура
Личное подсобное хозяйство с зоной сельскохозяйственного использования, индивидуальная застройка усадебного типа.
Основа экономики — сельское хозяйство.
Селиховская средняя общеобразовательная школа им. Хитрово В.Н.

## Транспорт
Автобусное сообщение с областным центром городом Орёл. Остановка общественного транспорта «Селихово».